# Willie (cầu thủ bóng đá)
Willie Hortencio Barbosa (sinh ngày 15 tháng 5 năm 1993), thường gọi Willie, là một cầu thủ bóng đá người Brasil thi đấu ở vị trí tiền đạo chạy cánh hay tiền đạo cho Servette FC.